# Oenothera jueterbogensis
Oenothera jueterbogensis är en dunörtsväxtart som beskrevs av Hudziok. Oenothera jueterbogensis ingår i släktet nattljussläktet, och familjen dunörtsväxter. Inga underarter finns listade i Catalogue of Life.